# روز نيل
روز نيل (بالإنجليزية: Rose Neill)‏ هي مذيعة ‏ بريطانية، ولدت في 1958 في أيرلندا الشمالية في المملكة المتحدة.